# Mycteroperca xenarcha
Mycteroperca xenarcha е вид бодлоперка от семейство Serranidae. Видът не е застрашен от изчезване.

## Разпространение и местообитание
Разпространен е в Еквадор, Колумбия, Коста Рика, Мексико, Никарагуа, Панама, Перу, Салвадор, САЩ, Хондурас и Чили.
Обитава крайбрежията и пясъчните и скалисти дъна на полусолени водоеми, морета, заливи и рифове в райони с тропически, умерен и субтропичен климат. Среща се на дълбочина от 1 до 15 m.

## Описание
На дължина достигат до 1,5 m, а теглото им е максимум 91 kg.